# 丸瀬布町
丸瀬布町（まるせっぷちょう）は、北海道網走支庁管内の中部に位置していた町。
2005年10月1日、生田原町・遠軽町・白滝村と合併した。新設合併で新町名は遠軽町。
町名の由来は、アイヌ語の「マウレセプ」（3つの川の集まる広い所）から。

## 地理
四方を山に囲まれている。町面積のほとんどは森林。
町北部を東西に国道333号、石北本線が走る。現在、これらに並行するように、旭川紋別自動車道（国道450号）が建設工事中である。
- 山:北見富士 (1,306 m), 武利岳 (1,876 m), 支湧別岳 (1,688 m)
- 河川:湧別川、武利川、丸瀬布川

### 隣接していた自治体
- 網走支庁
  - 紋別市
  - 紋別郡：遠軽町、生田原町、白滝村、滝上町
  - 常呂郡：留辺蘂町
- 上川支庁
  - 上川郡 (石狩国)：上川町

## 歴史
- 1946年8月1日 - 紋別郡遠軽町から白滝村とともに分村、紋別郡丸瀬布村が発足。
- 1953年10月1日 - 町制施行、丸瀬布町となる。
- 2005年10月1日 - 遠軽町，生田原町，白滝村と合併して遠軽町となる。

## 経済
基幹産業は林業。

## 地域

### 教育
- 中学校
  - 丸瀬布
- 小学校
  - 丸瀬布

## 交通

### 空港
- オホーツク紋別空港 （紋別市）
- 旭川空港 （東神楽町）

### 鉄道
- 北海道旅客鉄道（JR北海道）
  - 石北本線 : 丸瀬布駅

昭和初期には木材を運ぶための森林鉄道「武利意森林鉄道」が敷かれた。
1962年にはすべての路線が廃止されたが、蒸気機関車「雨宮21号」は保存された。
その後1980年に機関車が修復、現在は「丸瀬布いこいの森」内で観光用に運行している。

### バス
- 北海道北見バス
- 丸瀬布町営バス

### 道路
- 一般国道
  - 国道333号
- 都道府県道
  - 北海道道305号紋別丸瀬布線
  - 北海道道306号丸瀬布上渚滑線
  - 北海道道1070号上武利丸瀬布線
- 道の駅
  - まるせっぷ

## 名所・旧跡・観光スポット・祭事・催事

### 観光
- 森林公園いこいの森・蒸気機関車「雨宮21号」（北海道遺産、準鉄道記念物）
- 丸瀬布昆虫生態館
- 平和山公園
- 丸瀬布温泉
- 山彦の滝
- 鹿鳴の滝
- 十三の滝

## その他
- 映画『モスラ』ロケ地 （1996年）
- 丸瀬布 (小惑星) - 丸瀬布町にちなんで命名された。